# Moritz Steckelmacher
Moritz Steckelmacher (* 23. Juni 1851 in Boskowitz; † 23. Mai 1920 in Bad Dürkheim) war ein deutscher Rabbiner, Religionsphilosoph und Schriftsteller.

## Leben
Moritz Steckelmacher wurde als Sohn von Salomon Steckelmacher und seiner Frau Josephine, geb. Löwith geboren. Er stammte aus ärmlichen Verhältnissen, konnte aber durch die Unterstützung eines Gönners eine Ausbildung als Chasan absolvieren. Steckelmacher studierte am Rabbinerseminar in Breslau und an den Universitäten Budapest, Pressburg und Breslau, wo er promoviert wurde.
Ab 1880 war er Stadtrabbiner in Mannheim. Er gehörte der Religionskonferenz des Oberrates der Israeliten im Großherzogtum Baden an. 1881 gab er die dritte Auflage des liberal reformierten Mannheimer Gebetbuches von 1855 heraus, das in Baden weit verbreitet war.
Neben seinem Amt als Rabbiner war Steckelmacher wissenschaftlich tätig. Er verfasste mehrere religionsphilosophische Schriften. 1912 setzte er sich in einer Schrift beispielsweise mit dem antisemitischen Buch Die Juden und das Wirtschaftsleben von Werner Sombart auseinander. 1880 heiratete Moritz Steckelmacher Bianca Reinberger (1859–1928). Das Paar hatte drei Söhne, unter ihnen Ernst Steckelmacher (1881–1943), der von 1910 bis 1935 Rabbiner im Bezirksrabbinat Dürkheim-Frankenthal war und 1943 im KZ Lublin-Majdanek ermordet wurde.
Moritz Steckelmacher starb 1920 und wurde auf dem Jüdischen Friedhof Mannheim begraben.

## Schriften
- Die formale Logik Kant’s in ihren Beziehungen zur transcendentalen. Koebner, Breslau 1879.
- Rede zum Gedächtnistag Adolphe Crémieux's. Mannheim 1881.
- als Herausgeber: Israelitisches Gebetbuch für die öffentliche und häusliche Andacht. 3. veränderte und verbesserte Aufl., Mannheim 1882.
- Rede gehalten zur Feier des hundertjährigen Todestages Moses Mendelssohn's am 2. Januar 1886 in der Synagoge zu Mannheim. [Mannheim] [1886].
- Über die Mäcenität in der jüdischen Geschichte. In: Populär-wissenschaftliche Monatsblätter zur Belehrung über das Judentum für Gebildete aller Confessionen, Jg. 6 (1886), S. 73–76, 151–154, 178–185 (Digitalisat der Universitätsbibliothek Frankfurt am Main).
- Zur Erd- und Feuerbestattungsfrage. In: Jüdisches Litteratur-Blatt, Jg. 16 (1887), Nr. 1, S. 1–2 (Digitalisat der Universitätsbibliothek Frankfurt am Main).
- S. L. Steinheim als Dichter und Religionsphilosoph. In: Populärwissenschaftliche Monatsblätter zur Belehrung über das Judentum für Gebildete aller Confessionen, Jg. 8 (1888), S. 145–152, 178–182, S. 207–211 (Digitalisat der Universitätsbibliothek Frankfurt am Main).
- Trauer-Reden auf seine Majestät den hochseligen Kaiser Wilhelm I. und seine Majestät den hochseligen Kaiser Friedrich III., 1888.
- Die Gottesidee der Offenbarung und des Heidenthums im Lichte eines neuen Unterscheidungsmerkmals betrachtet. Eine religionsvergleichende Studie. Bensheimer, Mannheim 1890.
- Über die Stellung einiger neuerer Philosophen zum Judentum. In: Populärwissenschaftliche Monatsblätter zur Belehrung über das Judentum für Gebildete aller Confessionen, Jg. 12 (1892), S. 97–108, 121–124 (Digitalisat der Universitätsbibliothek Frankfurt am Main).
- Die Teufelsidee und das Judentum. In: Jüdisches Litteratur-Blatt, Jg. 21 (1892), S. 13–14, 17–19, 21–22, 25–26, 29–30, 33–34 (Digitalisat der Universitätsbibliothek Frankfurt am Main).
- Das Judentum in Paulsens System der Ethik. In: Allgemeine Zeitung des Judentums, Jg. 59 (1895), S. 440–442, 453–455, 463–465 (Digitalisat der Universitätsbibliothek Frankfurt am Main).
- Fest-Predigten. Bensheimer, Mannheim 1895 (Digitalisat der Universitätsbibliothek Frankfurt am Main).
- Ethische Charakterbilder aus dem Talmud. In: Populärwissenschaftliche Monatsblätter zur Belehrung über das Judentum für Gebildete aller Confessionen, Jg. 23 (1903), S. 73–82, 111–115, 136–139, 168–171 (Digitalisat der Universitätsbibliothek Frankfurt am Main).
- Das Princip der Ethik vom philosophischen und jüdisch-theologischen Standpunkte aus betrachtet. Wirth, Mainz 1904 (Digitalisat der Universitätsbibliothek Frankfurt am Main).
- Widerlegung des Sendschreibens des Dr. D. Hoffmann, Rektors am Rabbinerseminar in Berlin, über den von dem Großen Badischen Oberrat der Israeliten herausgegebenen Gebetbuchentwurf und die zugehörige Denkschrift. Mannheimer Vereinsdruckerei, Mannheim [1908] (Digitalisat der Universitätsbibliothek Frankfurt am Main).
- Randbemerkungen zu Werner Sombarts „Die Juden und das Wirtschaftsleben“. Leonhard Simion, Berlin 1912 (Digitalisat der Universitätsbibliothek Frankfurt am Main).
- H. Graetz als Darsteller der Systeme der jüdischen Religionsphilosophen. In: Monatsschrift für Geschichte und Wissenschaft des Judentums, 1918, Heft 2, S. 125–151 (Digitalisat der Universitätsbibliothek Frankfurt am Main).